# Shaun Harris
Shaun Harris (Hawera, 15 dicembre 1963) è un pilota motociclistico neozelandese ritiratosi dall'attività agonistica.

## Carriera
Nel 1988 corre con la Suzuki GSXR 750 R la prova neozelandese del campionato mondiale Superbike sul circuito di Manfeild, ritirandosi in gara 1 e non prendendo parte alla seconda gara.
La carriera di Harris è però legata alle numerose partecipazioni al Tourist Trophy che si corre annualmente sull'isola di Man. Il suo debutto nella corsa risale al 1991, da lì in poi sarà presente al via in altre undici edizioni fino all'anno 2007, che lo vede protagonista di un incidente durante la gara della classe Superstock, incidente che lo porta alla decisione di ritirarsi da quel tipo di competizione.
In totale, Shaun Harris ha partecipato a 42 corse al TT, ogni anno in diverse classi. Ha vinto due gare, entrambe nel 2003, nelle classi 600 e 1000 Sport Production, correndo in tutte e due le occasioni con moto della Suzuki. Shaun Harris è stato inoltre per cinque volte campione neozelandese in varie categorie ed ha corso, oltre che in Inghilterra, anche in Giappone, nel locale campionato delle Superbike.

## Risultati in gara

### Campionato mondiale Superbike
| 1988 | Moto   |  |  |  |  |  |  |  |  |  |  |  |  |  |  |  |  |     |    | Punti | Pos. |
| ---- | ------ |  |  |  |  |  |  |  |  |  |  |  |  |  |  |  |  | --- | -- | ----- | ---- |
| 1988 | Suzuki |  |  |  |  |  |  |  |  |  |  |  |  |  |  |  |  | Rit | NP | 0     |      |

| Legenda | 1º posto        | 2º posto            | 3º posto           | A punti      | Senza punti        | Grassetto – Pole position Corsivo – Giro più veloce |
| Legenda | Gara non valida | Non qual./Non part. | Ritirato/Non class | Squalificato | '-' Dato non disp. | Grassetto – Pole position Corsivo – Giro più veloce |